# Aongstroemia condensata
Aongstroemia condensata là một loài Rêu trong họ Dicranaceae. Loài này được (Ångström) Müll. Hal. mô tả khoa học đầu tiên năm 1900.